# Gobionellus occidentalis
Gobionellus occidentalis és una espècie de peix de la família dels gòbids i de l'ordre dels perciformes.

## Morfologia
Els mascles poden assolir els 13,2 cm de longitud total.

## Distribució geogràfica
Es troba des de Guinea Bissau fins al Gabon.